# Equipa Unificada nos Jogos Olímpicos
Equipa Unificada (português europeu) ou Equipe Unificada (português brasileiro) foi o nome usado por atletas e equipas desportivas que compunham a Comunidade dos Estados Independentes, grupo que reuniu as antigas repúblicas da União Soviética nas duas edições de Jogos Olímpicos ocorridas em 1992, a de inverno em Albertville, França, e a de verão em Barcelona, Espanha. Doze ex-repúblicas soviéticas formaram a Equipe Unificada dos Jogos de Barcelona, enquanto apenas seis fizeram parte da equipe dos Jogos de Albertville.

## Constituintes da Equipe Unificada
Jogos de Verão, em Barcelona
- ARM Armênia
- AZE Azerbaijão
- BLR Bielorrússia
- GEO Geórgia
- KAZ Cazaquistão
- KGZ Quirguistão
- MDA Moldávia
- RUS Rússia
- TJK Tajiquistão
- TKM Turcomenistão
- UKR Ucrânia
- UZB Uzbequistão

Jogos de Inverno, em Albertville
- ARM Armênia
- BLR Bielorrússia
- KAZ Cazaquistão
- RUS Rússia
- UKR Ucrânia
- UZB Uzbequistão

## Sumário de participação
| Edição            | ouro | prata | bronze | total | Participantes | Esportes | Posição  | Porta-Bandeira                        |
| ----------------- | ---- | ----- | ------ | ----- | ------------- | -------- | -------- | ------------------------------------- |
| Barcelona, 1992   | 45   | 38    | 29     | 112   | 475           | 27       | 1º lugar | Aleksandr Karelin (Luta greco-romana) |
| Albertville, 1992 | 9    | 6     | 8      | 23    | 129           | 12       | 2º lugar | Valery Medvedtsev (Biatlo)            |
| Total             | 54   | 44    | 37     | 135   | 604           | 39       |          |                                       |